# پینتو
پینتو (به اسپانیایی: Pinto) یکی از دهستان‌های اسپانیا است که در Madrid metropolitan area واقع شده‌است.

## خصوصیات
پینتو ۶۲٫۷ کیلومترمربع مساحت و ۴۳٬۵۰۱ نفر جمعیت دارد و ۶۰۴ متر بالاتر از سطح دریا واقع شده‌است.